# لونغينغ تو تيل
لونغينغ تو تيل: النساء السود يتحدثن عن الحياة الجنسية والحميمية هو كتاب صدر عام 2003 من تأليف تريشيا روز. وهو يتألف من 20 تاريخًا شفهيًا لنساء أمريكيات من أصل أفريقي من خلفيات وأعمار اجتماعية واقتصادية مختلفة يروين قصصهن حول جوانب مختلفة من الحياة الجنسية.

## الاستقبال
أشارت صحيفة نيويورك تايمز إلى أنها "أول مجموعة للتاريخ الشفهي للنساء السود حول جميع جوانب الحياة الجنسية" وقد أشاد بها علماء مثل هنري لويس جيتس جونيور،  أثناء مناقشة كتابها السياسة والعاطفة أعربت غلوريا ويكر عن خيبة أملها من لونغينغ تو تيل. 
حصل كتاب أيضًا لونغينغ تو تيل للمراجعة بواسطة مجلة بوكليست  ومجلة بابليشرز ويكلي  والعلامات: مجلة المرأة في الثقافة والمجتمع  ومراجعة المرأة للكتب  ومجلة المكتبة، مراجعة متعددة الثقافات ومجلة الجوهر. 